# عباس شیرخدا (مرشد زورخانه)
عباس شیرخدا (زاده ۱۳۱۲ خورشیدی در تهران) شعرخوان، شاهنامه‌خوان و نوازنده ضرب در زورخانه می‌باشد. صدای عباس شیرخدا از سوی صدا و سیمای جمهوری اسلامی ایران در برنامه‌های ورزشی بسیار پخش شده‌است. وی برای تلویزیون برنامه اجرا می‌کند که این برنامه‌ها برای هر ماه در ۳۰ قسمت ضبط و برای پخش آماده می‌شود.

## آغاز زندگی
عباس شیرخدا سال ۱۳۱۲ در تهران زاده شد و پس از مدت کوتاهی پدرش را از دست داد. استاد شیر خدا  معلمش را مشوق خود در شاهنامه‌خوانی می‌داند و می‌گوید اگر حمایت‌های همسرم «مهین قربان‌پور» نبود، نمی‌توانستم موفق شوم. وی می‌گوید پدربزرگ من اهل  شعرخوانی و ورزش بود. عباس شیرخدا از دوستان غلامرضا تختی بود.